# Mount Magnet
Mount Magnet è una città situata nella regione di Mid West, in Australia Occidentale; essa si trova 570 chilometri a nord-est di Perth ed è la sede della Contea di Mount Magnet. Al censimento del 2006 contava 424 abitanti.